# Joseph Jubert
Joseph Jubert Rivier (Lyon, c. 1876 - São Paulo, c. 1945) foi um professor, advogado e ativista anarquista francês.

## Biografia
Jubert nasceu em Lyon por volta de 1876 e veio ao Brasil ainda criança, no momento em que os cafeicultores da região sudeste estavam contratando imigrantes europeus para trabalho assalariado nas lavouras, em substituição da mão de obra escravizada, proibida desde a Lei Áurea, de 13 de maio de 1888. Atuou como professor em Atibaia na primeira década do século XX, em Bragança Paulista em 1910, Sorocaba em 1911 e posteriormente em Bauru, entre 1914 e 1916, procurando organizar a chamada Escola Moderna para operários e seus filhos, com viés libertário, onde organizaria uma sociedade sem classes e sem a presença do Estado, com uma instrução que libertasse o ser humano da opressão do trabalho, promovida pelas elites. estas Escolas Modernas eram instituições inspiradas nas ideias do pedagogista anarquista espanhol Francisco Ferrer y Guardia, que defendia, entre outras ideias, o ensino laico, fato que fez o francês se chocar contra os interesses da Igreja Católica. Além de estra a frente das escolas modernas, colaborava com artigos para os jornais A  Lanterna, de São Paulo, e O Operário, de Sorocaba.
Suas atividades logo chamaram atenção de autoridades e fazendeiros das regiões onde atuava, chegando mesmo a receber a alcunha de "o terrível anarquista" pelo jornal Diário Espanhol, e de "anarquista perigoso e com intuitos subversivos" pelo Correio Paulistano, rótulo negado por Jubert, que se declarava um livre pensador. Foi em Atibaia que teve o primeiro problema relacionado à sua atividade intelectual, quando foi processado pelo Judiciário local, com base no artigo 399 do Código Penal da época, por não possuir emprego fixo, sendo taxado como vagabundo e vadio pela sociedade da cidade. 
Mudando-se para Bragança paulista após o processo, encontrou terreno fértil para suas atividades devido a grande quantidade de imigrantes italianos, em sua maioria, presentes na região. Atuou na criação da Liga Operária, criada em assembleia realizada em 4 de setembro de 1910, que lutava por melhorias nas condições trabalhistas, Jubert promoveu uma distribuição de boletins, denunciando as precárias condições de vida e trabalho dos colonos  das fazendas de café, e sofreu novo processo, agora em 1911, movido por Olympio Barra, Theophilo Francisco da Silva Leme e Felippe Rodrigues de Siqueira, grandes fazendeiros da região. O processo foi considerado improcedente em 24 de março de 1911. Também sofreu processo em Bragança, movido pelo Centro Católico, associação destinada à defesa da religião, representada pelo padre Leonardo Gioiele, vigário de uma das paróquias e vice-presidente da associação, sob acusação de calúnia e injúria, após o francês iniciar uma agenda de conflitos com o padre por causa dos rumos da educação na cidade. Jubert fugiu para Sorocaba assim que surgiu a notícia da condenação, e na nova cidade sofre mais um processo, sendo novamente condenado, dessa vez em processo movido por Octávio Guimarães, um advogado local. É preso e levado para São Paulo, onde cumpre quatro meses de prisão em condições de maus tratos, além de pagar uma multa, com dinheiro conseguido graças a anarquistas de outras regiões do país, que se mobilizaram para a arrecadação da soma necessária.
Morreu em São Paulo, por volta de 1945.